# Scopesis rubrotincta
Scopesis rubrotincta là một loài tò vò trong họ Ichneumonidae.